# Streblacanthus
Streblacanthus es un género de plantas fanerógamas perteneciente a la familia Acanthaceae. El género tiene cinco especies de plantas herbáceas.

## Especies
- Streblacanthus amoenus
- Streblacanthus cordatus
- Streblacanthus dubiosus
- Streblacanthus monospermus
- Streblacanthus roseus